# Nifelvind
Nifelvind (dt. Höllenwind) ist das fünfte Album der finnischen Metal-Band Finntroll. Es wurde in Finnland am 17. Februar 2010 und in Deutschland am 19. Februar 2010 durch Century Media veröffentlicht.
Die limitierte Auflage von Nifelvind stieg auf Platz 31 in die deutschen Albumcharts und auf Platz 8 in die finnischen Charts ein.

## Aufnahme und Veröffentlichung
Nifelvind wurde von Juli bis September 2009 im Sonic Pump Studio in Helsinki aufgenommen und von Mika Jussila in den Finnvox Studios gemastert.
Ursprünglich war als Titel Mot Skuggornas Värld vorgesehen, die Band entschied sich jedoch  für den Namen Nifelvind.
Das Cover des Albums wurde wie die vorherigen von Skrymer gestaltet. Die in Schwedisch verfassten Texte stammen von Gründungsmitglied Katla.
Das Album erschien als reguläre CD, als limitierte Boxset-Version, welche neben der CD einen Bierdeckel und eine Flagge im Coverdesign enthält. Zusätzlich wurde am 23. September 2011 eine Tour-Edition des Albums mit neuem Coverdesign und einer Bonus-Cover-CD veröffentlicht.

## Stil
Anders als auf den Vorgängeralben handelt keiner der Liedtexte auf Nifelvind von Trollen, das Wort Troll tritt nicht einmal auf. Erstmals beziehen sich Finntroll hauptsächlich auf den Tod sowie Themen aus der nordischen Mythologie. Das Lied Den Frusna Munnen behandelt die Begegnung eines Sterbenden mit der Totengöttin Hel, von deren eiskaltem Mund (schwedisch frusen mun) er den Todeskuss erhält. Im Lied Under Bergets Rot entdeckt das lyrische Ich den Eingang zur Unterwelt (vgl. Helheim) am Fuße eines Berges in Schnee und Eis. Der Song Ett Norrskensdåd beschreibt die Mordlust eines Menschen, dessen Charakter mit Bezug auf den Höllenhund Garm dargestellt wird.
Mit den neuen, stark auf die Mythologie Bezug nehmenden Texten nähern sich Finntroll dem Genre des Pagan Metals deutlich an, was sie zuvor lediglich dadurch getan haben, dass sie in ihren Texten Trolle gegen das Christentum kämpfen ließen.
Alex Straka vom Online-Magazin Powermetal.de beschreibt die Instrumentierung bestehend unter anderem aus Humppa-Akkordeon, Banjo, Violine etc. als abwechslungsreich und intelligent. Die zusätzliche Verwendung orchestraler Elemente findet Sabine Langner „auffällig aber trotzdem relativ unaufdringlich“. Sie beschreibt den Stil als Black- bzw. Death Metal.

## Titelliste
1. Blodmarsch (Blutmarsch) – 2:11
2. Solsagan (Die Sonnensage) – 4:31  (Musik: Trollhorn / Text: Katla)
3. Den frusna munnen (Der gefrorene Mund) – 4:04  (Musik: Trollhorn, Tundra / Text: Katla)
4. Ett norrskensdåd (Eine Nordlichtat) – 3:34  (Musik: Trollhorn / Text: Katla)
5. I trädens sång (Im Lied der Bäume) – 3:43  (Musik: Trollhorn / Text: Katla)
6. Tiden utan tid (Die Zeit ohne Zeit) – 4:55  (Musik: Trollhorn / Text: Katla)
7. Galgasång (Galgenlied) – 3:44  (Musik: Trollhorn / Text: Katla)
8. Mot skuggornas värld (In die Welt der Schatten) – 4:43  (Musik: Trollhorn, Tundra / Text: Katla)
9. Under bergets rot (Unter der Wurzel des Berges) – 3:28  (Musik: Trollhorn, Routa / Text: Katla)
10. Fornfamnad (Umarmt von den Vorfahren) – 3:42  (Musik: Trollhorn, Routa / Text: Katla)
11. Dråp (Totschlag) – 7:00  (Musik: Trollhorn / Text: Katla) 
Bonustrack der Boxset-Version
12. Under Dvärgens Fot (Unter dem Fuß des Zwerges) – 3:32
Bonus-CD der Tour Edition
13. Insects (Oingo-Boingo-Cover)
14. Can You Forgive Her? (Pet-Shop-Boys-Cover)
15. The God That Failed (Metallica-Cover)